# Středoatlantská oblast

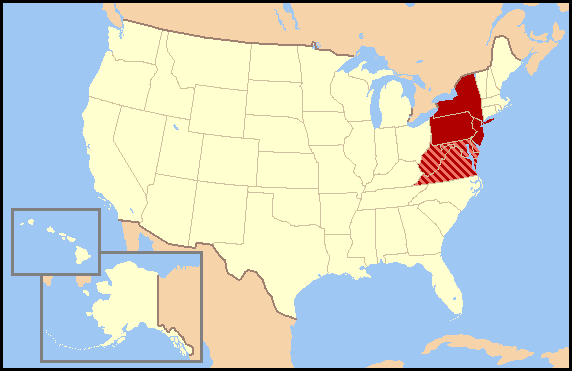
Středoatlantská oblast

Středoatlantská oblast (anglicky Mid-Atlantic) je oblast, kterou tvoří pět států na severovýchodě USA. Spolu s Novou Anglií tvoří Severovýchod Spojených států, což je jeden ze 4 hlavních regionů Spojených států. Mezi státy Středoatlantské oblasti patří: New York, New Jersey, Pensylvánie, Maryland a Delaware.
Středoatlantskou oblastí prochází Appalačské pohoří, takže se zde nachází mnoho lesů. Oblast leží mezi Velkými jezery a Atlantským oceánem. Oblast se, stejně jako Nová Anglie, podobá Evropě. Oproti Nové Anglii je zde mnohem více měst a také je tu mnohem větší rasová a kulturní rozmanitost (větší procento Afroameričanů, hispánských a asijských obyvatel).